# Amandine Mengin
Amandine Mengin (3 de octubre de 2004) es un deportista francesa que compite en biatlón. Ganó dos medallas de plata en el Campeonato Europeo de Biatlón de 2025, en las pruebas de velocidad y de relevo.

## Palmarés internacional
| Campeonato Europeo | Campeonato Europeo | Campeonato Europeo | Campeonato Europeo |
| Año                | Lugar              | Medalla            | Prueba             |
| ------------------ | ------------------ | ------------------ | ------------------ |
| 2025               | Martello (Italia)  | Medalla de plata   | Velocidad          |
| 2025               | Martello (Italia)  | Medalla de plata   | Relevo             |